# Macropanelus fujitai
Macropanelus fujitai là một loài bọ cánh cứng trong họ Bọ hung (Scarabaeidae).